# Master Blaster (Jammin')
Master Blaster (Jammin') är en låt av Stevie Wonder. Låten är både skriven och producerad av honom själv. Den spelades in 1979 och togs med på albumet Hotter than July. Albumtiteln är i sin tur tagen från en textstrof ur denna låt.
Låten var en hyllning till Bob Marley och blev som singel en topp tio-hit i många länder. Marley hade dessförinnan varit förband åt Wonder under ett antal USA-konserter.

## Listplaceringar
| Lista (1980)   | Position              |
| -------------- | --------------------- |
| Finland        | 10                    |
| Flandern       | 3                     |
| Frankrike      | 2                     |
| Irland         | 3                     |
| Kanada         | 22 (RPM)              |
| Nederländerna  | 2                     |
| Norge          | 4 (VG-lista)          |
| Nya Zeeland    | 1                     |
| Schweiz        | 1                     |
| Spanien        | 10                    |
| Storbritannien | 2 (UK Singles Chart)  |
| Sverige        | 1 (Topplistan)        |
| USA            | 5 (Billboard Hot 100) |
| Västtyskland   | 9                     |
| Österrike      | 1                     |